# Casa consistorial de Matet
La Casa Consistorial de Matet (País Valencià) és un edifici situat en l'entrada principal del poble pel carrer San Miguel, enfront del Ruejo i al costat de l'Almazara. Inaugurat el 18 de juliol de 1965, està edificat en estil modern.
Té dos grans balconades. La porta principal s'obre en un pòrtic de pilars, situat sota la balconada principal. Aquest pòrtic acull la bústia de Correus i la cabina telefònica del poble, situats a banda i banda de la porta principal. Sota l'altra balconada hi ha un passadís que conduïx a la font de la Panoja, al safareig vell, a la carretera i al Centre Cultural de l'Escorxador, d'egregia memòria. Aquest ajuntament alberga gairebé tots els serveis essencials del poble: Barberia, Bancaixa, Llar del Jubilat, Cambra Local Agrària, Correus, Telèfon, Assistència Sanitària, etc.